# Tarucus rosacea
Tarucus rosacea is een vlinder uit de familie Lycaenidae. De wetenschappelijke naam werd gepubliceerd in 1885 door Jules Léon Austaut als Lycaena theophrastus var. rosacea.

## Verspreiding
De soort komt voor in Afrika (Marokko, Algerije, Tunesië, Egypte, Mauritanië, Niger, Senegal, Gambia, Guinee, Burkina Faso, Noord-Ivoorkust, Noord-Ghana, Noord-Nigeria, Noord-Kameroen, Tsjaad, Soedan, Djibouti, Ethiopië, Somalië, Noord-Oeganda, Noordwest-Kenia) en Zuidwest-Azië (Libanon, Israël, Jordanië, Irak, Zuid-Iran, Koeweit, Saudi-Arabië, Bahrein, Qatar, Oman, Jemen, Afghanistan, Noordwest-India).

## Waardplanten
De rups leeft op Ziziphus leucodermis, Ziziphus lotus, Ziziphus mauritiana en Paliurus spina-christi (Rhamnaceae).

## Mieren
De rups wordt bezocht door mieren van de geslachten Plagiolepis, Camponotus en Monomorium.